# Gertrud Triepel
Gertrud Triepel (* 10. Juli 1863 in Leipzig; † 6. Mai 1936 in Berlin) war eine deutsche Redakteurin und Schriftstellerin.

## Leben
Nach dem Deutsch-Französischen Krieg ging Triepel mit ihrer Familie nach Grünberg (Schlesien) und absolvierte dort auch ihre Schulzeit. Anschließend machte sie dort auch eine Ausbildung.
1887 ließ sich Triepel in Berlin nieder und verdiente sich ihren Lebensunterhalt meistenteils als freie Mitarbeiterin verschiedener Zeitungen und Zeitschriften. Im Frühjahr 1889 übertrug man ihr die Leitung der Zeitung Deutsche Frauen-Zeitung. Als solche lernte sie dann den Schriftsteller Viktor von Kohlenegg kennen und heiratete ihn am 22. August 1905 in Schöneberg.

## Rezeption
Der größere Teil des schriftstellerischen Schaffens von Gertrud Triepel besteht sicherlich aus journalistischen bzw. publizistischen Arbeiten. Daneben steht dann ihr literarisches Werk, das – ähnlich dem ihres Ehemannes – mehr der der leichten Muse zuzurechnen ist. Für viele ihrer Veröffentlichungen benutzte sie das Pseudonym „Alix Treu“.

## Werke (Auswahl)
- Der neue Hauspoet. Universalbuch der Wünsche, Gratulatonen, sowie Fest- und Gelegenheitsgedichte. Schwabacher Verlag, Stuttgart 1894.
- Ein Stückchen Alltagsleben. Sprüche und Sinngedichte. Verlag Pierson, Dresden 1893.